# Mujia Xiang
Mujia Xiang (kinesiska: 木戛, 木戛乡) är en socken i Kina. Den ligger i provinsen Yunnan, i den sydvästra delen av landet, omkring 390 kilometer sydväst om provinshuvudstaden Kunming. Antalet invånare är 16 180. Befolkningen består av 7 581 kvinnor och 8 599 män. Barn under 15 år utgör 15,0 %, vuxna 15-64 år 77 %, och äldre över 65 år 7,0 %.
Genomsnittlig årsnederbörd är 1 554 millimeter. Den regnigaste månaden är juli, med i genomsnitt 417 mm nederbörd, och den torraste är februari, med 3 mm nederbörd.